# Baía do Inferno
La baie de l'enfer (en portugais : Baía do Inferno) est une baie de l'océan atlantique située sur la côte sud-ouest l'île de Santiago au Cap-Vert.

## Présentation
La baie est située dans la municipalité de Santa Catarina. 
C'est une baie vaste et relativement abritée, caractérisée par des falaises abruptes, atteignant par endroits plus de 400 m de haut.
Le village le plus proche est Entre Picos de Reda , à 3 km à l'intérieur des terres. 
Porto Rincão se trouve à 4 km au nord le long de la côte, Porto Mosquito à 6 km au sud-est.

## Faune
La baie fait partie de la Zone importante pour la conservation des oiseaux "Falaises côtières entre Porto Mosquito et Baia do Inferno", qui couvre 160 hectares et environ 8 km de littoral. 
Le site a été identifié comme ZICO par BirdLife International car ses falaises abritent 25 à 30 couples reproducteurs de phaétons à bec rouge. 
Elle abrite également la plus grande colonie de fous bruns du Cap-Vert. 
La zone marine adjacente (13 km2, profondeur maximale 244 m) a également été identifiée comme ZICO, en raison de son importance pour le Phaéton à bec rouge.